# Amerikaanse auto in 2001
Dit artikel geeft een overzicht van alle Amerikaanse en Australische personenwagens die op de markt kwamen in 2001. De auto's staan alfabetisch gerangschikt per merk.

## Noord-Amerika
| Buick |                  | concern:               | General Motors Verenigde Staten |
| Buick | divisie:         |                        |                                 |
| Buick | merk:            | Buick Verenigde Staten |                                 |
| Buick | model:           | Rendezvous             |                                 |
| Buick | einde productie: | 2007                   |                                 |
| Buick | productieaantal: | ?                      |                                 |

| Cadillac |                  | concern:                                                            | General Motors Verenigde Staten |
| Cadillac | divisie:         |                                                                     |                                 |
| Cadillac | merk:            | Cadillac Verenigde Staten                                           |                                 |
| Cadillac | model:           | Escalade basisversie (2e generatie)                                 |                                 |
| Cadillac | einde productie: | 2006                                                                |                                 |
| Cadillac | productieaantal: | ca. 250.000 (incl. alle varianten; verkocht in de Verenigde Staten) |                                 |

| Chevrolet |                  | concern:                   | General Motors Verenigde Staten |
| Chevrolet | divisie:         |                            |                                 |
| Chevrolet | merk:            | Chevrolet Verenigde Staten |                                 |
| Chevrolet | model:           | Avalanche (1e generatie)   |                                 |
| Chevrolet | einde productie: | 2006                       |                                 |
| Chevrolet | productieaantal: | 436.632 (verkocht)         |                                 |

| Chevrolet |                  | concern:                   | General Motors Verenigde Staten |
| Chevrolet | divisie:         |                            |                                 |
| Chevrolet | merk:            | Chevrolet Verenigde Staten |                                 |
| Chevrolet | model:           | Blazer                     |                                 |
| Chevrolet | einde productie: | 2005                       |                                 |
| Chevrolet | productieaantal: | ?                          |                                 |

| Chevrolet |                  | concern:                   | General Motors Verenigde Staten |
| Chevrolet | divisie:         |                            |                                 |
| Chevrolet | merk:            | Chevrolet Verenigde Staten |                                 |
| Chevrolet | model:           | Express                    |                                 |
| Chevrolet | einde productie: | ?                          |                                 |
| Chevrolet | productieaantal: | ?                          |                                 |

| Chevrolet |                  | concern:                                  | General Motors Verenigde Staten |
| Chevrolet | divisie:         |                                           |                                 |
| Chevrolet | merk:            | Chevrolet Verenigde Staten                |                                 |
| Chevrolet | model:           | TrailBlazer (1e generatie)                |                                 |
| Chevrolet | einde productie: | 2008                                      |                                 |
| Chevrolet | productieaantal: | ca. 1.626.000 (verkocht in Noord-Amerika) |                                 |

| Chrysler Dodge |                  | concern: | DaimlerChrysler Duitsland |
| Chrysler Dodge | divisie:         | |                           |
| Chrysler Dodge | merk:            | Chrysler en Dodge Verenigde Staten |                           |
| Chrysler Dodge | model:           | Sebring (Chrysler) sedan / cabriolet, Stratus (Dodge) sedan (2e generatie, de Sebring sedan was nieuw; niet gebaseerd op de gelijknamige coupés uit 2000) |                           |
| Chrysler Dodge | einde productie: | 2006 (sedans), 2007 (cabriolet) |                           |
| Chrysler Dodge | productieaantal: | ca. 680.000 (Sebring; inclusief coupé; verkocht in de Verenigde Staten), ca. 570.000 (Stratus; inclusief coupé; verkocht in de Verenigde Staten)          |                           |

| Chrysler |                  | concern:                                                                                          | DaimlerChrysler Duitsland |
| Chrysler | divisie:         |                                                                                                   |                           |
| Chrysler | merk:            | Chrysler Verenigde Staten                                                                         |                           |
| Chrysler | model:           | Prowler retro-coupé (verderzetting van de Plymouth Prowler nadat het merk Plymouth was opgeheven) |                           |
| Chrysler | einde productie: | 2002                                                                                              |                           |
| Chrysler | productieaantal: | 3170 (enkel Chrysler)                                                                             |                           |

| Ford Mercury |                  | concern: | Ford Motor Company Verenigde Staten |
| Ford Mercury | divisie:         | |                                     |
| Ford Mercury | merk:            | Ford en Mercury Verenigde Staten                                                                                     |                                     |
| Ford Mercury | model:           | Explorer vijfdeur-suv (Ford; 3e generatie) Mountaineer (2e generatie; badge-engineered luxueuzer versie van Mercury) |                                     |
| Ford Mercury | einde productie: | 2005 |                                     |
| Ford Mercury | productieaantal: | ca. 1,4 miljoen Explorer, ruim 200.000 Mountaineer (verkocht in de Verenigde Staten)                                 |                                     |

| Ford |                  | concern:                                                            | onafhankelijk |
| Ford | divisie:         |                                                                     |               |
| Ford | merk:            | Ford Verenigde Staten                                               |               |
| Ford | model:           | Thunderbird (11e generatie; cabriolet met optioneel afneembaar dak) |               |
| Ford | einde productie: | 2005                                                                |               |
| Ford | productieaantal: | ca. 68.000                                                          |               |

| Ford |                  | concern:              | onafhankelijk |
| Ford | divisie:         |                       |               |
| Ford | merk:            | Ford Verenigde Staten |               |
| Ford | model:           | ZX2                   |               |
| Ford | einde productie: | 2003                  |               |
| Ford | productieaantal: | ?                     |               |

| Freightliner |                  | concern:                                                                                       | DaimlerChrysler Duitsland |
| Freightliner | divisie:         |                                                                                                |                           |
| Freightliner | merk:            | Freightliner Verenigde Staten                                                                  |                           |
| Freightliner | model:           | Sprinter Wagon (passagiersvariant van de badge-engineered 1e generatie Mercedes-Benz Sprinter) |                           |
| Freightliner | einde productie: | ca. 2006                                                                                       |                           |
| Freightliner | productieaantal: | ?                                                                                              |                           |

| GMC |                  | concern: | General Motors Verenigde Staten |
| GMC | divisie:         | |                                 |
| GMC | merk:            | GMC Verenigde Staten |                                 |
| GMC | model:           | Envoy vijfdeur-suv (2e generatie; gebaseerd op de Chevrolet TrailBlazer; de 1e generatie was het hoogste uitrustingsniveau van de Jimmy, een zustermodel van de Chevrolet Blazer, uit 1994) |                                 |
| GMC | einde productie: | 2009 |                                 |
| GMC | productieaantal: | ca. 700.000 (verkocht in Noord-Amerika) |                                 |

| GMC |                  | concern:                  | General Motors Verenigde Staten |
| GMC | divisie:         |                           |                                 |
| GMC | merk:            | GMC Verenigde Staten      |                                 |
| GMC | model:           | Sierra 1500 / 2500 / 3500 |                                 |
| GMC | einde productie: | 2006                      |                                 |
| GMC | productieaantal: | ?                         |                                 |

| Jeep |                  | concern:                                                                                    | DaimlerChrysler Duitsland |
| Jeep | divisie:         |                                                                                             |                           |
| Jeep | merk:            | Jeep Verenigde Staten                                                                       |                           |
| Jeep | model:           | Liberty vierdeur-suv (1e generatie) Cherokee (3e generatie; modelnaam buiten Noord-Amerika) |                           |
| Jeep | einde productie: | 2007                                                                                        |                           |
| Jeep | productieaantal: | ?                                                                                           |                           |

| Oldsmobile |                  | concern:                    | General Motors Verenigde Staten |
| Oldsmobile | divisie:         |                             |                                 |
| Oldsmobile | merk:            | Oldsmobile Verenigde Staten |                                 |
| Oldsmobile | model:           | Bravada                     |                                 |
| Oldsmobile | einde productie: | 2003                        |                                 |
| Oldsmobile | productieaantal: | ?                           |                                 |

| Pontiac |                  | concern:                 | General Motors Verenigde Staten |
| Pontiac | divisie:         |                          |                                 |
| Pontiac | merk:            | Pontiac Verenigde Staten |                                 |
| Pontiac | model:           | Vibe                     |                                 |
| Pontiac | einde productie: | 2008                     |                                 |
| Pontiac | productieaantal: | ?                        |                                 |

| Saturn |                  | concern:                | General Motors Verenigde Staten |
| Saturn | divisie:         |                         |                                 |
| Saturn | merk:            | Saturn Verenigde Staten |                                 |
| Saturn | model:           | VUE                     |                                 |
| Saturn | einde productie: | 2006                    |                                 |
| Saturn | productieaantal: | ?                       |                                 |

## Latijns-Amerika
| Chevrolet |                  | concern:                             | General Motors Verenigde Staten |
| Chevrolet | divisie:         |                                      |                                 |
| Chevrolet | merk:            | Chevrolet Argentinië, Chili, Ecuador |                                 |
| Chevrolet | model:           | Corsa drie- en vijfdeurhatchback     |                                 |
| Chevrolet | einde productie: | ?                                    |                                 |
| Chevrolet | productieaantal: | ?                                    |                                 |

| Chevrolet |                  | concern:                                           | General Motors Verenigde Staten |
| Chevrolet | divisie:         | General Motors do Brasil Brazilië                  |                                 |
| Chevrolet | merk:            | Chevrolet Verenigde Staten                         |                                 |
| Chevrolet | model:           | Zafira (badge-engineered 1e generatie Opel Zafira) |                                 |
| Chevrolet | einde productie: | 2012                                               |                                 |
| Chevrolet | productieaantal: | ?                                                  |                                 |

## Australië
| Holden |                  | concern: | General Motors Verenigde Staten |
| Holden | divisie:         | |                                 |
| Holden | merk:            | Holden Australië                                                                                               |                                 |
| Holden | model:           | Astra cabriolet (4e generatie; badge-engineered 2e generatie Opel Astra; de hatchback verscheen reeds in 1998) |                                 |
| Holden | einde productie: | 2006 |                                 |
| Holden | productieaantal: | ? |                                 |

| Holden |                  | concern:                                                                                   | General Motors Verenigde Staten |
| Holden | divisie:         |                                                                                            |                                 |
| Holden | merk:            | Holden Australië                                                                           |                                 |
| Holden | model:           | Barina drie- en vijfdeurhatchback (4e generatie; badge-engineered 3e generatie Opel Corsa) |                                 |
| Holden | einde productie: | 2005                                                                                       |                                 |
| Holden | productieaantal: | ?                                                                                          |                                 |

| Holden |                  | concern:                                                               | General Motors Verenigde Staten |
| Holden | divisie:         |                                                                        |                                 |
| Holden | merk:            | Holden Australië                                                       |                                 |
| Holden | model:           | Monaro coupé (3e generatie; gebaseerd op de Commodore uit de VT-serie) |                                 |
| Holden | einde productie: | december 2005                                                          |                                 |
| Holden | productieaantal: | 11.574                                                                 |                                 |

| Holden |                  | concern: | General Motors Verenigde Staten |
| Holden | divisie:         | |                                 |
| Holden | merk:            | Holden Australië |                                 |
| Holden | model:           | Ute / Crewman / One Tonner twee- en vierdeurpick-up (VU / VY / VZ-serie; afgeleid van de 3e generatie Commodore uit 1997) |                                 |
| Holden | einde productie: | 2007 |                                 |
| Holden | productieaantal: | ? |                                 |

| Holden |                  | concern:                                                            | General Motors Verenigde Staten |
| Holden | divisie:         |                                                                     |                                 |
| Holden | merk:            | Holden Australië                                                    |                                 |
| Holden | model:           | Zafira mpv (1 generatie; badge-engineered 1e generatie Opel Zafira) |                                 |
| Holden | einde productie: | 2005                                                                |                                 |
| Holden | productieaantal: | ?                                                                   |                                 |